# It Don't Come Easy
«It Don't Come Easy» es una canción del músico británico Ringo Starr, publicada por la compañía discográfica Apple Records como sencillo en abril de 1971. El sencillo alcanzó el primer puesto en la lista de éxitos de Canadá y el cuatro en los Estados Unidos y el Reino Unido. Considerada la canción insignia de Ringo, fue el primer sencillo del músico en el Reino Unido y su segundo lanzamiento en los Estados Unidos, después de «Beaucoups of Blues», tras la separación de The Beatles.

## Trasfondo
Una versión demo fue grabada por George Harrison proveyendo una guía vocal para Ringo Starr. La versión finalmente publicada incluyó a Harrison en la guitarra, Klaus Voormann al bajo, Stephen Stills al piano, Ron Cattermole al saxofón y la trompeta, los miembros de Badfinger Pete Ham y Tom Evans en los coros, y Starr en la batería. La cara B del sencillo, "Early 1970", incluyó a Starr tocando la guitarra acústica, el piano y la batería, con Harrison tocando la guitarra y el bajo. La letra de la canción hace referencia a las vidas de The Beatles durante el momento de la ruptura del grupo, de ahí su título, con la esperanza de una reunión algún día. Ambos temas fueron producidos por Harrison y publicados en Startling Music.

## Personal
- Ringo Starr: voz y batería.
- George Harrison: guitarra eléctrica.
- Klaus Voormann: bajo.
- Ron Cattermole: saxofón y trompeta.
- Stephen Stills: piano.
- Pete Ham: coros.
- Tom Evans: coros.

## Posición en listas
| País           | Lista                       | Posición |
| -------------- | --------------------------- | -------- |
| Alemania       | Media Control Singles Chart | 5        |
| Bélgica        | Ultratop Singles Chart      | 9        |
| Canadá         | RPM 100 Singles Chart       | 1        |
| Estados Unidos | Billboard Hot 100           | 4        |
| Países Bajos   | Dutch Singles Chart         | 7        |
| Japón          | Oricon Singles Chart        | 30       |
| Noruega        | VG-lista Singles Chart      | 5        |
| Reino Unido    | UK Singles Chart            | 4        |
| Suiza          | Swiss Singles Chart         | 5        |

## Certificaciones
| País           | Organismo certificador | Certificación | Ventas certificadas | Ref.   |
| -------------- | ---------------------- | ------------- | ------------------- | ------ |
| Estados Unidos | RIAA                   | Oro           | 500 000             | [ 10 ] |